# Клеривил (Кентаки)
Клеривил (енгл. Claryville) насељено је место без административног статуса у америчкој савезној држави Кентаки.

## Демографија
По попису из 2010. године број становника је 2.355, што је 233 (-9,0%) становника мање него 2000. године.
| Група             | 2000.         | 2010.         |
| Белци             | 2.557 (98,8%) | 2.315 (98,3%) |
| Афроамериканци    | 7 (0,3%)      | 11 (0,5%)     |
| Азијати           | 3 (0,1%)      | 7 (0,3%)      |
| Хиспаноамериканци | 12 (0,5%)     | 14 (0,6%)     |
| Укупно            | 2.588         | 2.355         |